# Kimpton, Hertfordshire
Kimpton är en civil parish i Storbritannien.   Den ligger i grevskapet Hertfordshire och riksdelen England, i den södra delen av landet, 40 km norr om huvudstaden London.